# Anyphaena tancitaro
Anyphaena tancitaro är en spindelart som beskrevs av Norman I. Platnick och Lau 1975. Anyphaena tancitaro ingår i släktet Anyphaena och familjen spökspindlar. Inga underarter finns listade i Catalogue of Life.